# Piwo w Polsce
Piwo jest chętnie spożywanym napojem w Polsce.

## Historia piwa w Polsce

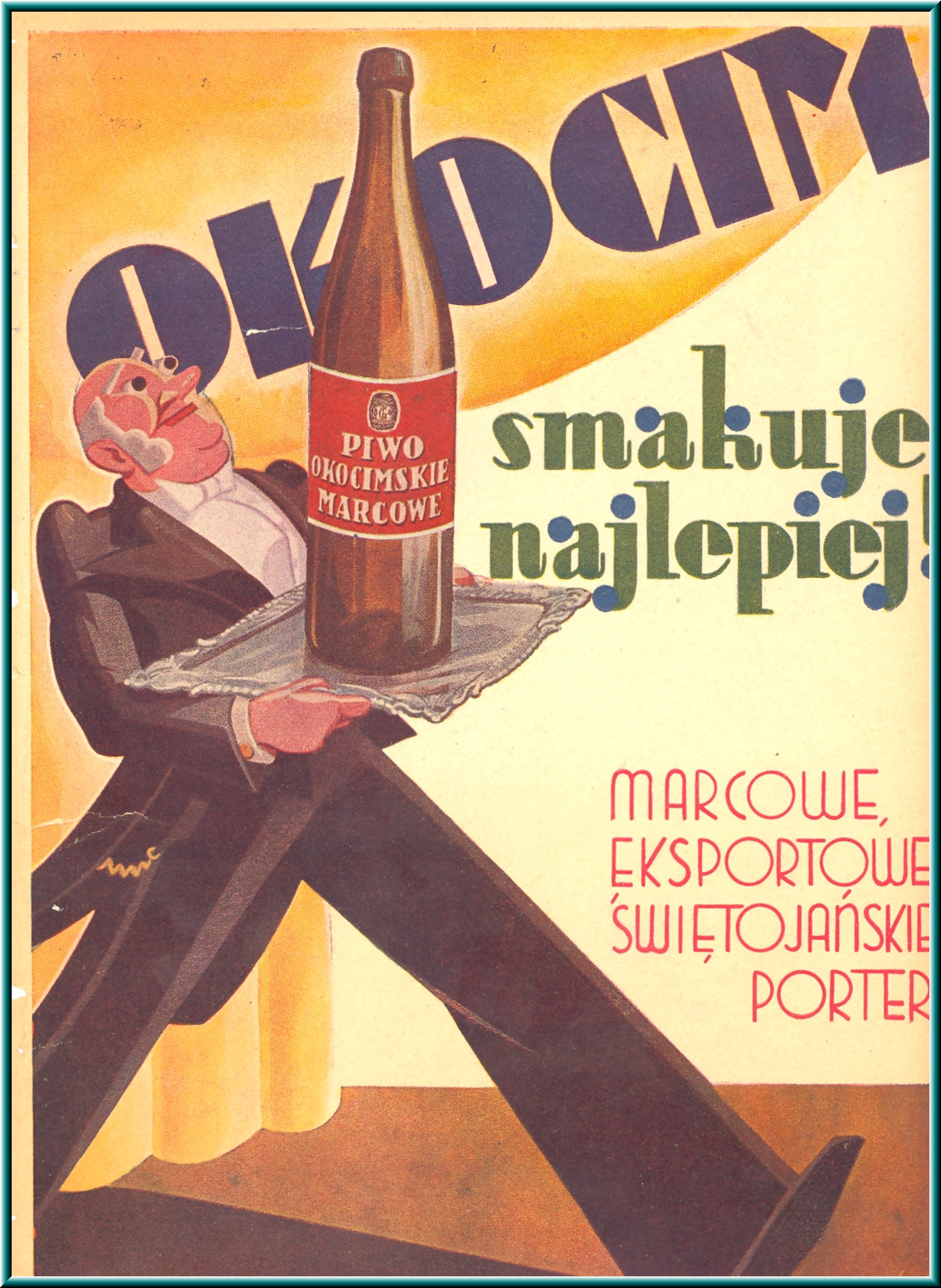
Reklama piwa Okocim z okresu międzywojennego

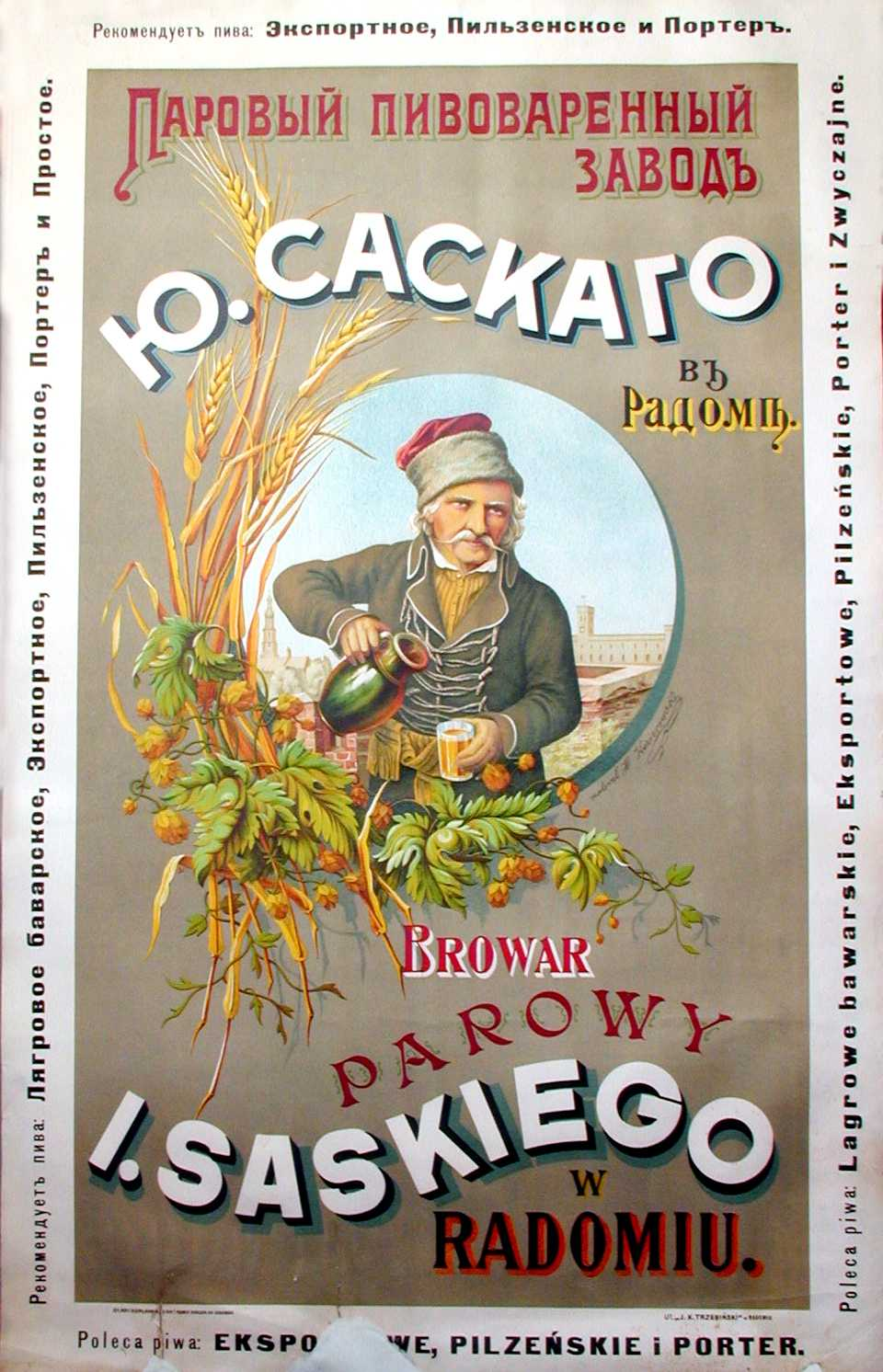
Plakat Browaru Józefa Saskiego w Radomiu z 1909 roku.

Wina i oliwy kraj ten dla ostrego północnego zimna nie ma; zamiast wina używa piwa, które robią z żyta, pszenicy i jęczmienia albo orkiszu.

Tradycje piwowarskie na ziemiach polskich sięgają najdawniejszych czasów, dziejów ludów prasłowiańskich i prapoczątków polskiej państwowości. Piwo było najpopularniejszym napojem alkoholowym wśród Słowian. Smak piwa poprawiano również miodem, który dodatkowo przyspieszał fermentację trunku.
O piwie warzonym z pszenicy, jęczmienia, żyta i orkiszu wspomina Jan Długosz w swoich Rocznikach, czyli kronikach sławnego Królestwa Polskiego (Annales seu cronicae incliti Regni Poloniae) nadmienia o Przemysławie księciu poznańskim, „że podczas 40-dniowego postu odziany włosiennicą, używał tylko ladajakiego piwa i wina cienkiego. W innem miejscu o tymże księciu pisze, że był chorowity i pijał tylko słabe piwa.” Gall Anonim pisze także o piwie w swojej Kronice polskiej (Chronica Polonorum). Piwo w Polsce szybko stało się lubianym i popularnym trunkiem, a wraz z rozwojem średniowiecznych miast nastąpił również szybki rozwój browarnictwa. Niemal każde miasto mogło poszczycić się jednym lub kilkoma browarami, a w czternastowiecznym Krakowie – ówczesnej stolicy Polski – było ich 25.
Piwo, które wówczas nie miało dużej ilości alkoholu, pili magnaci i zamożna szlachta – nawet kilkaset litrów na rok, jak również pospólstwo. W Rzeczypospolitej podczas uroczystości szlacheckich jeszcze w XVI–XVII wieku poczęstunek popijano głównie piwem. Wino podawano po pierwszej części uczty.
Do XVII wieku wytwarzano głównie piwo pszeniczne, które następnie zostało wyparte przez jęczmienne.
Ze względu na liczne wojny w XVII w., nadmiar zboża, z którego masowo wyrabiano tanią wódkę, wzrost cen dobrego piwa i pogorszenie się jakości piw tanich, piwo w Polsce zaczęło powoli tracić swoją pozycję. Do upadku staropolskiej tradycji piwnej przyczyniła się ostatecznie fatalna polityczno-ekonomiczna sytuacja Polski oraz rozbiory, które z jednej strony doprowadziły do upadku jakości polskiego piwa, a z drugiej spowodowały zalew Polski piwami importowanymi. Trend ten odwróciła rewolucja techniczna, która spowodowała powstawanie średnich i dużych zakładów piwowarskich. Dzięki nowoczesnym technologiom i inwestycjom warzyły one dobre i uznane piwa przywracając piwu jako trunkowi dawną świetność. Jednakże wraz z I wojną światową nastąpiło załamanie przemysłu piwowarskiego, spadek jakości spowodowany głównie małą ilością surowców oraz spadek spożycia piwa.
Ponowny rozwój piwowarstwa nastąpił dopiero w latach 90. XX wieku, kiedy znacjonalizowane w czasach PRL-u browary zaczęto prywatyzować. Rozwój gospodarki wolnorynkowej doprowadził do zainteresowania polskim rynkiem browarniczym największych światowych grup piwowarskich. Doprowadziło to z jednej strony do upadku wielu małych i średnich browarów, ale również do konsolidacji i rozwoju największych browarów oraz radykalnego wzrostu spożycia piwa przez Polaków. W roku 2012 Polska była na czwartym miejscu na świecie pod względem spożycia piwa na głowę mieszkańca, które wynosiło 98 litrów.

### Piwo grodziskie
Z Polski pochodzi piwo grodziskie – styl wywodzący się z Grodziska Wielkopolskiego, ze średniowiecznych tradycji warzenia piw pszenicznych. W XIX w. i na początku XX w. piwo to zdobywało uznanie również za granicą. Browar w Grodzisku Wielkopolskim zamknięto w 1993, ale dzięki pracom Polskiego Stowarzyszenia Piwowarów Domowych pod przewodnictwem Andrzeja Sadownika udało się odtworzyć recepturę. Styl ten jest uznany i warzony na całym świecie. W 2015 reaktywowano również browar w Grodzisku.
Grodziskie to lekkie piwo powstałe ze słodu pszenicznego suszonego w dymie dębowym. Jest mocno nasycone CO
2, podaje się je w charakterystycznym stożkowatym szkle, tworzy okazałą pianę i nazywane jest polskim szampanem.

### Porter bałtycki
Porter bałtycki powstał w XVIII w., a jego historia wiąże się z importem angielskiego portera oraz mocnego stouta przez nadbałtyckie kraje. Aby przetrwać podróż, porter eksportowy musiał być mocniejszy, treściwszy, o wyższej goryczce. Gdy w pewnym momencie zaprzestano importu, w krajach nadbałtyckich podjęto próby jego odtworzenia, aby sprostać popytowi. Inspirując się piwami dolnej fermentacji, zwłaszcza podwójnym koźlakiem, porter nad Bałtykiem zaczęto produkować z udziałem drożdży dolnej fermentacji. Porter bałtycki nie jest więc stylem wyłącznie polskim, ale to w Polsce powstają jedne z najlepszych interpretacji stylu.
Klasyczny porter bałtycki jest ciemnym piwem dolnej fermentacji o ekstrakcie zwykle 18-22 stopni Plato, o słodowym, karmelowym charakterze, często z zapachem suszonych śliwek, rodzynków, wiśni razowego pieczywa, pumpernikla. Obecna jest słodowa słodycz, ale skontrowana odpowiednią goryczką, piwo nie może być ulepkiem. Wersje długo leżakowane i wytrawniejsze są uznawane za szlachetniejsze.

## Aspekty prawne
Zgodnie z ustawą o wychowaniu w trzeźwości i przeciwdziałaniu alkoholizmowi (Dz.U. z 2023 r. poz. 2151) producenci piwa mają obowiązek uzyskania zezwolenia na obrót hurtowy napojami alkoholowymi, jeśli zbywają swoje wyroby przedsiębiorcom realizującym sprzedaż detaliczną (sprzedają odbiorcom końcowym) – podobnie jak hurtownie zajmujące się takim obrotem. Zezwolenia takie wydaje się oddzielnie na napoje alkoholowe o zawartości do 4,5% alk. oraz piwa, na napoje o zawartości od 4,5% do 18% alk. z wyjątkiem piwa (oba na czas nie dłuższy niż 2 lata) i na napoje o zawartości powyżej 18% alk. (na czas nie dłuższy niż rok). Opłata za wydanie zezwolenia wynosi 4000 zł, jeśli występuje się o nią pierwszy raz lub wartość sprzedaży w roku poprzedzającym wygaśnięcie zezwolenia nie przekroczyła 1 000 000 zł; w innym przypadku stosuje się stawkę 0,4% wartości sprzedaży w roku poprzednim z zaokrągleniem do 100 zł.
W przypadku sprzedaży detalicznej wójt (burmistrz, prezydent miasta) właściwy ze względu na lokalizację punktu sprzedaży wydaje zezwolenie osobno dla trzech wymienionych przedziałów zawartości alkoholu. Poza tym funkcjonują oddzielnie zezwolenia dla napojów alkoholowych przeznaczonych do spożycia na miejscu (na czas nie krótszy niż 4 lata) oraz przeznaczonych do spożycia poza miejscem sprzedaży (na czas nie krótszy niż 2 lata). Za korzystanie z zezwolenia dla kategorii napoje alkoholowe o zawartości do 4,5% alk. oraz piwa pobierana jest opłata w wysokości 525 zł. Jeśli roczna wartość sprzedaży napojów alkoholowych w roku poprzednim przekroczyła 37 000 zł, to wynosi ona 1,4% od tej wartości.
Zgodnie z ustawą o podatku akcyzowym (Dz.U. z 2025 r. poz. 126) piwo podlega podatkowi akcyzowemu, który wynosi 7,79 zł od 1 hektolitra za każdy stopień Plato gotowego wyrobu. Zatem za butelkę 0,5 l przykładowego piwa o ekstrakcie 12% wyniesie ona 0,467 zł. W rozumieniu ustawy piwem są także wyroby stanowiące mieszaninę piwa z napojami bezalkoholowymi, jeśli rzeczywista zawartość alkoholu przekracza 0,5% obj. Zgodnie z Dz.U. z 2021 r. poz. 1178 dla podatników produkujących rocznie mniej niż 200 000 hl piwa przewidziane są pewne ulgi. Piwa, wina i inne napoje fermentowane wyprodukowane domowym sposobem na użytek własny, nieprzeznaczone do sprzedaży, są zwolnione z tego podatku.
Od 9 marca 2018 spożywanie napojów alkoholowych (w tym piwa) w Polsce w miejscu publicznym, z wyjątkiem miejsc przeznaczonych do ich spożycia na miejscu, jest zabronione. Rada gminy może jednak na swoim terenie wprowadzić odstępstwa w drodze uchwały.

## Rynek piwa
Browary w Polsce na początku lat 90. XX w. miały charakter lokalny, wykorzystywały przestarzałe, pracochłonne technologie. Szybkie urynkowienie browarnictwa, przejęcie niektórych zakładów przez wielkie globalne koncerny i związane z tym duże inwestycje, a także wzrost spożycia piwa przyczyniły się do dynamicznego rozwoju piwowarskiej branży. W Polsce w latach 1995–2013 produkcja piwa wzrosła ponad 2,5-krotnie, spożycie per capita ponad 2-krotnie, a eksport przewyższył import.
Piwo jest na krajowym rynku ważną kategorią napojową, której wartość sprzedaży wyniosła 21,2 mld zł w 2022 roku. W tym czasie wolumen sprzedaży opiewał na 3 287,5 mln litrów. Ponadto Polska jest największym płatnikiem podatku akcyzowego za piwo w Europie po Wielkiej Brytanii. Według stanu na 2017 rynek piwa w Polsce uznaje się za nasycony. W 2015 pod względem spożycia piwa na osobę Polacy zajmowali czwarte miejsce z 98 l (po Czechach, Niemcach i Austriakach). W 2023 roku Polska zajmowała trzecie w Unii Europejskiej miejsce pod względem wolumenu produkcji z 3,5 mld litrów (po Hiszpanach i Niemcach). Wyraźna jest sezonowość produkcji piwa związana z sezonowym wzrostem popytu w okresie letnim (maj–sierpień). Według badania z 2017 Polacy jako swój ulubiony alkohol najczęściej wymieniają piwo, a wódka, napój o polskim pochodzeniu, znajduje się dopiero na czwartym miejscu. Gwałtownie rośnie spożycie piwa bezalkoholowego.
| Lata               | 1939  | 1950 | 1970 | 1990 | 1995 | 2000 | 2005 | 2010 | 2015 |
| ------------------ | ----- | ---- | ---- | ---- | ---- | ---- | ---- | ---- | ---- |
| Produkcja [mln hl] | ok. 2 | 3,8  | 10,0 | 11,8 | 15,3 | 25,2 | 31,6 | 36,7 | 39,4 |

| Lata                    | 1939  | 1950 | 1970 | 1990 | 1995 | 2000 | 2005 | 2010 | 2015 |
| ----------------------- | ----- | ---- | ---- | ---- | ---- | ---- | ---- | ---- | ---- |
| Spożycie [l/per capita] | ok. 4 | 14   | 31   | 32   | 39,3 | 66,0 | 80,0 | 90,4 | 99,1 |

### Browary w Polsce
Największymi producentami piwa w Polsce, których łączny udział w rynku wynosi 81%, są trzy koncerny zrzeszone w Związku Pracodawców Przemysłu Piwowarskiego:
- Kompania Piwowarska (udział w rynku wg publikacji z 2017 – 33,36%)[15] – należy do japońskiego koncernu Asahi Group Holdings i posiada trzy browary: Browar Dojlidy (Białystok), Lech Browary Wielkopolski (Poznań) oraz Tyskie Browary Książęce (Tychy)[20];
- Grupa Żywiec (udział w rynku wg publikacji z 2017 – 29,55%)[15] – głównym akcjonariuszem jest holenderski koncern Heineken; grupa posiada cztery browary: Browar Żywiec, Browar Elbląg, Browar Warka, Browar Namysłów[21]
- Carlsberg Polska (udział w rynku wg publikacji z 2017 – 17,82%)[15] – należy do duńskiego koncernu Carlsberg i posiada trzy browary: Browar Okocim (Brzesko), Browar Kasztelan (Sierpc) oraz Browar Bosman (Szczecin)[20].

Do średnich producentów, w większości zrzeszonych w Stowarzyszeniu Regionalnych Browarów Polskich, należy m.in.:
- Van Pur S.A. – polska spółka z browarami w Rakszawie, Łomży, Zabrzu, Koszalinie, Jędrzejowie i Braniewie;
- Browary Regionalne Jakubiak – polska spółka z browarami w Ciechanowie, Lwówku Śląskim, Bojanowie i Biskupcu;
- Perła – Browary Lubelskie z browarami w Lublinie i Zwierzyńcu;
- IBG – spółka będąca właścicielem Browaru Fortuna, Browaru w Grodzisku Wielkopolskim i Browaru w Trzemesznie
- Sulimar będący właścicielem Browaru Cornelius
- Browar Amber
- Browar Jabłonowo

Poza tym obserwuje się dynamiczny rozwój browarów rzemieślniczych, których część utworzyła Polskie Stowarzyszenie Browarów Rzemieślniczych.
Udział jasnego lagera na rynku wynosi ok. 75%, tracą na popularności piwa mocne, zyskują natomiast piwa specjalne, pszeniczne, portery, radlery oraz piwa nisko- i bezalkoholowe.

## Konkursy, festiwale, nagrody
W Polsce do najstarszych festiwali piwnych należą Chmielaki Krasnostawskie, nazywane Świętem Chmielarzy i Piwowarów. Odbywają się one od 1971 roku w Krasnymstawie po żniwach chmielowych. Festiwalowi towarzyszy Konsumencki Konkurs Piw rozgrywany w 11 kategoriach odpowiadających poszczególnym stylom piwnym.
Obecnie największym polskim festiwalem piwnym jest Festiwal Dobrego Piwa odbywający się co roku w drugi weekend czerwca we Wrocławiu. Podczas wrocławskiego festiwalu wręczane są nagrody plebiscytu „Piwo Roku”, organizowanego przez właściciela największego polskiego portalu internetowego o piwie i piwowarstwie – Browar.biz oraz odbywa się Konkurs Piw Domowych, Wrocławskie Warsztaty Piwowarskie, konkursy etykiet piwnych oraz giełda birofilistyczna.
Festiwale piwa organizowane są także w wielu innych miejscowościach, m.in. Festiwal Piwny w Grodzisku Wielkopolskim, a swój festiwal ma także porter bałtycki – na Brackiej Jesieni w Cieszynie prezentowane są najlepsze polskie i światowe piwa w tym stylu.
Spośród organizacji zrzeszających konsumentów piwa do największych należy Bractwo Piwne, które należy do European Beer Consumers' Union. Bractwo Piwne rokrocznie wyróżnia najlepsze polskie piwa i browary (Piwo Roku, Konsumencki Konkurs Piw, Mikrobrowar Roku) natomiast szczególnie zasłużonym dla piwowarstwa osobom przyznaje medal Złoty Chmiel.
Otwarty plebiscyt organizuje również największy portal poświęcony piwu Browar.biz. Przeprowadza on konkurs na najlepsze piwo w poszczególnych gatunkach oraz na Piwo Roku. Wyjątkowością tego plebiscytu jest możliwość głosowania na wszystkie polskie piwa dostępne w danym roku. Cieszy się on dużą popularnością wśród konsumentów, a wyniki śledzone są również przez przedstawicieli browarów.
Również przedstawiciele branży piwowarskiej mają swoje zjazdy. Od 1992 r. organizowane są coroczne Jesienne Spotkania Browarników, czyli branżowe sympozjum poświęcone aktualnym tematom piwowarskim. W ramach tych spotkań przeprowadzany jest również konkurs piw.
Przez Uniwersytet Rolniczy w Krakowie lub Politechnikę Łódzką organizowana jest od 1995 r. Szkoła Technologii Fermentacji – zjazd przedstawicieli branży piwowarskiej. W Warszawie odbywa się Gala Browarników, organizowana wspólnie przez, skupiający największych polskich producentów piwa, Związek Pracodawców Przemysłu Piwowarskiego Browary Polskie oraz Stowarzyszenie Regionalnych Browarów Polskich. W ramach Gali przeprowadzany jest Otwarty Konkurs Piw pod patronatem Politechniki Łódzkiej.
Coraz większą popularnością cieszy się piwowarstwo domowe. W styczniu 2010 r. powstało Polskie Stowarzyszenie Piwowarów Domowych – organizacja zrzeszająca osoby warzące piwo w domu. Również oni mają możliwość prezentacji swoich wyrobów i wymiany doświadczeń na takich imprezach jak Wrocławskie Warsztaty Piwowarskie, Wrocławski Konkurs Piw Domowych, Spotkanie Piwowarów w Zielonej Górze, Grodziski Konkurs Piw Domowych, Pomorski Konkurs Piw Domowych i.in.